# Landesverband Amateurtheater Baden-Württemberg
Der Landesverband Amateurtheater Baden-Württemberg e.V. (LABW) ist ein Verein mit Sitz in Stuttgart und die Dachorganisation der Amateurtheater in Baden-Württemberg. Er hat die Förderung und Verbreitung des Amateurtheaters zur Aufgabe.
Er organisiert die Aus- und Weiterbildung sowie zahlreiche weitere Dienste für die Amateurtheater, beispielsweise:
- Beratung und Betreuung
- Erfahrungsaustauschs zwischen den Bühnen
- Vermittlung von Gastspielen
- Jugendarbeit
- Öffentlichkeitsarbeit
- Verbandszeitschrift Schau.Spiel
- Verbandsmitteilungen
- Hilfe bei der Beschaffung
- Zuschüsse
- Organisation des Lamathea (Landesamateurtheaterpreis Baden-Württemberg)

Der Verband gliedert sich in folgende Untergruppen:
- Senioren- und Generationentheater
- Puppentheater
- Freilichttheater
- Mundarttheater
- Innenraumbühnen
- Schultheater
- Theater- und Spielberatung

Aus dem Amateurtheaterbereich sind ca. 600 Bühnen und Theatergruppen mit rund 40.000 Mitgliedern im Landesverband zusammengeschlossen (Stand 01/2024).
Der Verband kooperiert mit der Theater- und Spielberatung Baden-Württemberg e.V.
Nach der langjährigen Präsidentschaft Rolf Wenhardts wurden das Präsidium und die Geschäftsstelle unter der Leitung von Präsidentin Naemi Zoe Keuler neu organisiert. Seit 2021 ist Marcus Joos Präsident des LABW.
Die Geschäftsstelle des LABW hat ihren Sitz in Stuttgart-Untertürkheim, in der Nähe der Sängerhalle, wo der Landesverband einst am 1. Februar 1920 gegründet wurde. Der Verband ist Mitglied im Bund Deutscher Amateurtheater und im Dachverband der Dialekte Baden-Württemberg.

## Weblink
- Offizielle Website